# Indonesia en los Juegos Paralímpicos de Seúl 1988
Indonesia estuvo representada en los Juegos Paralímpicos de Seúl 1988 por un total de 19 deportistas, 17 hombres y dos mujeres.

## Medallistas
El equipo paralímpico indonesio obtuvo las siguientes medallas:
| Nombre         | Deporte   | Evento                       |
| -------------- | --------- | ---------------------------- |
| Oro            |           |                              |
| —              |           |                              |
| Plata          |           |                              |
| Hadi Abdulaziz | Atletismo | Salto de altura B1 masculino |
| Soeparni       | Atletismo | Peso A4A9 masculino          |
| Bronce         |           |                              |
| —              |           |                              |